# 赣江源镇
赣江源镇是中华人民共和国江西省赣州市石城县下辖的一个镇。

## 行政区划
赣江源镇下辖以下村级行政区划单位：
洋和村、友联村、秋溪村、罗云村、洋地村、石溪村、瑞坑村、泮别村、迳口村、赣江源村和桃花村。